# Фракції у Верховній Раді
Депута́тська фра́кція у Верхо́вній Ра́ді Украї́ни — це група народних депутатів України, в основі якої лежить спільний партійний інтерес. До складу фракції входять депутати, що були обрані за виборчим списком відповідної політичної партії, а також депутати, що були обрані в мажоритарних округах (останні — тільки у разі виявлення такого бажання).
Згідно з Регламентом Верховної Ради України фракцію можуть формувати не менше ніж 15 народних депутатів.
Станом на сьогодні у Верховній Раді України дев'ятого скликання сформовано 5 фракцій: Фракція політичної партії «Слуга народу», Фракція політичної партії «Опозиційна платформа — За життя», Фракція політичної партії «Всеукраїнське об'єднання „Батьківщина“», Фракція політичної партії «Європейська Солідарність» та Фракція політичної партії «Голос».

## Історія

### 1990—1994
Поняття «фракція» у Верховній Раді вперше з'явилось у травні 1994 року, коли постановою Верховної Ради України було затверджено положення про депутатські групи (фракції) у Верховній Раді України. Жодної фракції Верховна Рада першого скликання не мала.

### 1994—1998
Верховна Рада другого скликання була представлена трьома депутатськими фракціями:
- Комуністи України — за соціальну справедливість і народовладдя;
- Фракція Народного Руху України;
- Соціалістична фракція[3].

### 1998—2002
На початку діяльності парламенту третього скликання було зареєстровано 8 депутатських фракцій, в той час як накінець — їх кількість збільшилась майже вдвічі.

### 2002—2006
У Верховній Раді четвертого скликання діяло 28 депутатських фракцій.

### 2006—2007
Унаслідок порушення конституційних норм щодо формування коаліції депутатських фракцій Верховна Рада п'ятого скликання була розпущена через рік після складення присяги народними депутатами. Мала 5 фракцій.

### 2007—2012
Верховна Рада шостого скликання мала 5 фракцій:
- Фракція Партії регіонів;
- Фракція Блоку Юлії Тимошенко;
- Фракція Блоку «Наша Україна — Народна Самооборона»;
- Фракція Комуністичної партії України;
- Фракція Блоку Литвина.

### 2012—2014
Верховна Рада сьомого скликання мала 5 фракцій:
- Фракція Партія регіонів;
- Фракція Всеукраїнське об'єднання «Батьківщина»;
- Фракція УДАР;
- Фракція Комуністична партія України;
- Фракція Всеукраїнське об'єднання «Свобода»;

### 2014—2019
Верховна Рада восьмого скликання мала 6 фракцій:
- Фракція партії «Блок Петра Порошенка»;
- Фракція політичної партії «Народний фронт»;
- Фракція політичної партії «Опозиційний блок»;
- Фракція політичної партії «Об'єднання „Самопоміч“»;
- Фракція Радикальної партії Олега Ляшка;
- Фракція Всеукраїнського об'єднання «Батьківщина».